# Хрістіна Цукала
Хрістіна Цукала (8 липня 1991) — грецька ватерполістка.
Учасниця Олімпійських Ігор 2008 року.
Чемпіонка світу з водних видів спорту 2011 року.